# الورم الوعائي اللمفي
الورم الوعائي اللمفي هو حالة لا يوجد فيها الورم الوعائي اللمفي على شكل كتلة موضعية واحدة، بل بشكل واسع الانتشار أو متعددة البؤر. يُعد المرض نوع نادر من الأورام ينتج عن تطور غير طبيعي في الجهاز اللمفاوي.
يُعتقد أن السبب في حدوث الورم الوعائي اللمفي هو أخطاء خلقية في التطور اللمفاوي قبل الأسبوع العشرين من الحمل. الورم الوعائي اللمفي هي حالة تتميز بوجود أكياس ناتجة عن زيادة حجم وعدد القنوات الليمفاوية رقيقة الجدران المترابطة والمتوسعة بشكل غير طبيعي. تظهر 75% من الحالات في أعضاء متعددة من الجسم. تظهر عادةً في سن العشرين، وعلى الرغم من أنها حميدة تقنيًا، تميل هذه الأكياس اللمفاوية إلى غزو الأنسجة المحيطة وتسبب مشاكل بسبب غزوها و/أو ضغطها على الأعضاء المجاورة. الحالة أكثر شيوعًا في العظام والرئتين، وتشترك في بعض الخصائص مع مرض غورهام. يعاني حوالي 75% من مرضى الورم الوعائي اللمفي من إصابة العظام، مما دفع البعض إلى استنتاج أن كل من الورم اللوعائي اللمفي ومرض غورهام هما نوعان من نفس المرض وليسا مرضين منفصلَين. سيكون للمرض في حالة إصابة الرئتين عواقب وخيمة، إضافة إلى أنه أكثر عدوانية عند الأطفال الصغار. عندما تنتشر الحالة إلى الصدر ستؤدي إلى تراكم الكيلوس في بطانات القلب و/أو الرئتين.
يتكون الكيلوس من السائل الليمفاوي والدهون التي تمتصها الأمعاء الدقيقة بواسطة أوعية ليمفاوية متخصصة تسمى الأوعية اللبنية أثناء عملية الهضم. توصف التراكمات بحسب الموقع: وجود الكيلوس في الصدر (تسرب الكيلوس)، ووجود الكيلوس في التامور، والاستسقاء الكيلوسي (وجود الكيلوس في البطن). يسبب وجود الكيلوس في هذه الأماكن العديد من الأعراض والمضاعفات المرتبطة بكل من ورم الأوعية اللمفية ومرض غورهام. معدل الإصابة بالورم الوعائي اللمفي غير معروف وغالبًا ما يُشخص بشكل خاطئ، وهو منفصل ومتميز عن توسع الأوعية اللمفية والورام العضلي الأملس الوعائي اللمفي (LAM) والورم الوعائي الشعري الرئوي وساركوما كابوزي وورم البطانة الوعائية كابوزي الشكل. تزيد طبيعة هذه الأورام غير العادية من صعوبة تشخيص وعلاج الورم الوعائي اللمفي (ومرض غورهام). يُعتبر اتباع نهج متعدد التخصصات ضروريًا بشكل عام للتشخيص وعلاج الأعراض. يعني المصطلح حرفيًا وجود حالة كيس أو ورم وعائي لمفي.

## العلاج
لا يوجد نهج معياري لعلاج الورم الوعائي اللمفي وغالبًا ما يهدف العلاج إلى التقليل من حدة الأعراض. يمكن الإشارة إلى أهمية التدخل الجراحي عند ظهور المضاعفات، ويوجد عدد من التقارير عن الاستجابة للتدخلات الجراحية والأدوية والأساليب الغذائية في الأدبيات الطبية.
لسوء الحظ، لا يوجد علاج موحد للورم الوعائي اللمفي ولا يوجد علاج شافٍ. تشمل طرق العلاج المُبلغ عنها في الأدبيات الطبية، حسب الترتيب، ما يلي:

### القلب والصدر
بزل الصدر، وبزل التامور، وفك الالتصاقات الجنبية، وربط القناة الصدرية، التحويلة الجنبية الصفاقية، والعلاج الإشعاعي، واستئصال الجنبة، والنافذة التامورية، واستئصال التامور، وإعطاء الثاليدومايد، والإنترفيرون ألفا 2 ب، والتغذية الوريدية الكاملة (TPN)، والدهون الثلاثية متوسطة السلسلة، واتباع نظام غذائي عالي البروتين، والعلاج الكيميائي، والعلاج بالتصليب، والزرع.

### البطن
إعطاء الإنترفيرون ألفا 2 ب، والعلاج بالتصليب، والاستئصال، والتصريف عن طريق الجلد، وتحويلة دنفر، والتغذية الوريدية الكلاملة (TPN)، والدهون الثلاثية متوسطة السلسلة (MCT) واتباع نظام غذائي غني بالبروتين، والزرع، واستئصال الطحال.

### العظام
إعطاء الإنترفيرون ألفا 2 ب، والبايفوسفونيت (أي باميدرونات)، والاستئصال الجراحي، والعلاج الإشعاعي، والعلاج بالتصليب، والأسمنت العظمي عن طريق الجلد، والطعوم العظمية، والأطراف الاصطناعية، والتثبيت الجراحي.